# Waldo de los Ríos
Osvaldo Nicolás Ferrara, connu sous le nom de scène Waldo de los Ríos, né le 7 septembre 1934 à Buenos Aires et mort le 28 mars 1977 à Madrid, est un pianiste, chef d'orchestre, compositeur, arrangeur, et producteur de musique argentin.

## Biographie
Né dans une famille de musiciens argentins, il étudie la composition au Conservatoire national de musique de Buenos Aires dans les classes d'Alberto Ginastera, de Teodoro Fuchs et de Lita Spena. Ses compositions s'inspirent d'une gamme musicale éclectique. Waldo de los Ríos se tourne alors vers le cinéma et les bandes sonores de films argentins. À l'âge de 24 ans, il arrive aux États-Unis et poursuit une carrière musicale dans le cinéma, notamment pour le film Savage Pampas (1966), avant d'émigrer quatre ans plus tard en Espagne, où il fonde le groupe Los Waldos avec quatre autres musiciens tandis que lui se met au piano. Le groupe rencontre un gros succès populaire avec ses albums, mais, en parallèle, Waldo de los Ríos poursuit sa carrière de compositeur pour le cinéma.
En 1971, il dirige l'orchestre au moment du passage de Karina qui représente l'Espagne au Concours Eurovision de la chanson.
Souffrant de dépression sévère, il se suicide à Madrid en mars 1977, à l'âge de 42 ans.

## Œuvre
Waldo de los Ríos est connu pour avoir adapté des airs célèbres de musique classique dans des versions pops en ajoutant des instruments tels que des synthétiseurs ou de la batterie. Procédé inventé dans les années 1960 par Frank Signorelli et vulgarisé de nos jours sous le nom de remix.
Il s'est fait connaître par sa version du premier mouvement de la 40e symphonie de Mozart en 1971 ; sa version du chœur des esclaves (hébreux), extrait de l'opéra Nabucco de Verdi (Va, pensiero), connaît un important succès en 1973-1974 (trois semaines no 1 en France en septembre 1974).

## Filmographie
- 1958 : Los dioses ajenos de Román Viñoly Barreto
- 1960 : Shunko de Lautaro Murúa
- 1961 : Alias Gardelito de Lautaro Murúa
- 1961 : Una Americana en Buenos Aires de George Cahan
- 1963 : Escala en Hi-Fi de Isidoro M. Ferry
- 1965 : Dos chicas locas, locas... de Pedro Lazaga
- 1965 : Whisky y vodka de Fernando Palacios
- 1966 : Savage Pampas de Hugo Fregonese
- 1969 : A 45 revoluciones por minuto de Pedro Lazaga
- 1969 : La vida sigue igual d'Eugenio Martín
- 1969 : La Résidence (La Residencia) de Narciso Ibáñez Serrador
- 1969 : Tengo que abandonarte de Antonio del Amo
- 1970 : Sin un adiós de Vicente Escrivá
- 1971 : Les Quatre Mercenaires d'El Paso (El hombre de Río Malo) de Eugenio Martín
- 1971 : Les Brutes dans la ville (A Town Called Bastard) de Robert Parrish
- 1971 : Double Assassinat dans la rue Morgue (Murders in the Rue Morgue) de Gordon Hessler
- 1973 : La Corruption de Chris Miller (La corrupción de Chris Miller) de Juan Antonio Bardem
- 1974 : Boquitas pintadas de Leopoldo Torre Nilsson
- 1974 : Les Révoltés de l'an 2000 (¿Quién puede matar a un niño?) de Narciso Ibáñez Serrador